# Резоареле (Констанца)
Резоареле (рум. Răzoarele) — село у повіті Констанца в Румунії. Входить до складу комуни Олтіна.
Село розташоване на відстані 131 км на схід від Бухареста, 76 км на захід від Констанци, 149 км на південь від Галаца.

## Населення
За даними перепису населення 2002 року у селі проживала 701 особа, з них 697 осіб (99,4%) румунів. Рідною мовою 697 осіб (99,4%) назвали румунську.